# Caius de Milan
Caius de Milan ou saint Caius mort à Milan au IIIe siècle est un évêque de Milan et un saint romain. 

## Éléments biographiques
Il existe très peu d'informations sur cet évêque milanais. On sait certes qu'il est disciple de son prédécesseur saint Anatalone, mais d'autres sources le considèrent plutôt comme un disciple de saint Barnabé, l'apôtre que la tradition considère comme le premier évêque de la ville. 
Mgr Gaume rapporte qu'il s'agit de Caius Oppius, le centurion qui déclare "Cet homme était vraiment le fils de Dieu !" ("Vere hic homo filius Dei erat") (Marc, ch. XV, versets 34-39), après avoir assisté aux derniers instants du Christ en croix. À la page 581 du tome I de son ouvrage, il précise qu'après avoir accompagné saint Ignace jusqu'à son martyre à Rome, il voulut se rendre en Espagne : "Arrivé à Milan, il fut retenu par les chrétiens et, à raison de ses immenses mérites, ordonné évêque de cette ville, où il mourut le 27 septembre, jour auquel l'Église de Milan célèbre sa fête".
À sa mort, s'ensuit une période durant laquelle aucune source ne relève de nouvel évêque. 
L'Église catholique le fête le 27 septembre.